# Airwaves

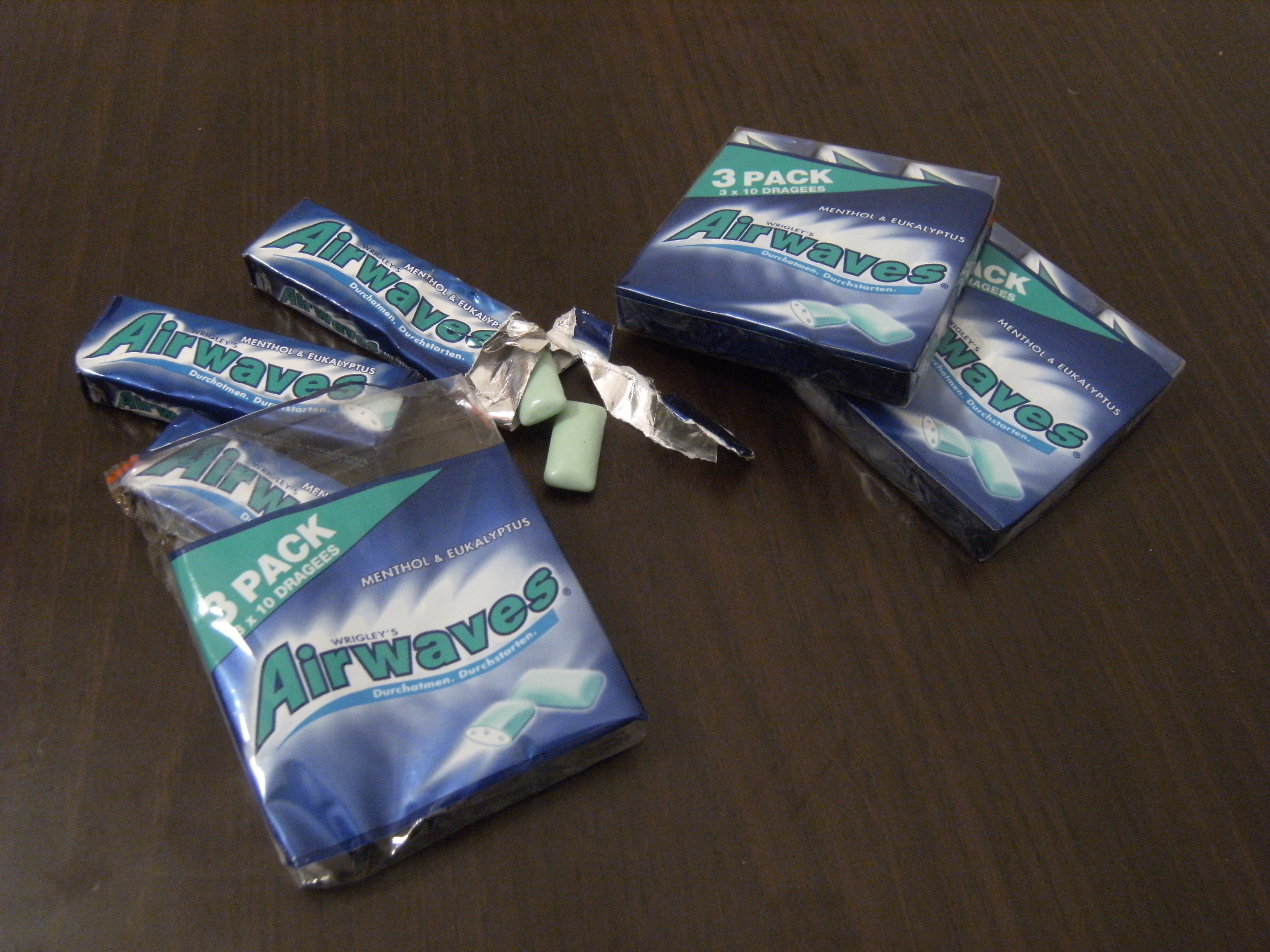
Gumy do żucia Airwaves

Airwaves – marka bezcukrowych gum do żucia firmy Wrigley Company. Dostępna jest w różnych smakach i opakowaniach. Marka jest dystrybuowana głównie w państwach Europy oraz Azji Wschodniej. Na tle pozostałych gum do żucia producenta, marka Airwaves wyróżnia się smakiem, uzyskanym dzięki połączeniu smaku mentolu oraz wyciągu z eukaliptusa.

## Źródła
- Airwaves Gum.